# Roland Jaccard
Pour l’article ayant un titre homophone, voir Roland Jacquard.
Pour les articles homonymes, voir Jaccard.
Roland Jaccard, né le 22 septembre 1941 à Lausanne et mort le 20 septembre 2021 à Paris, est un écrivain, journaliste, critique littéraire, essayiste et éditeur suisse.

## Biographie

### Famille et vie privée
Sa mère, Cécile Jaccard, née Mangelberger, est autrichienne ; son père, Alfred Samuel Jaccard, enseignant et diplomate, avait eu Henri Roorda pour professeur de mathématiques à Lausanne. Son grand-père et son père se sont suicidés, le second l'année de ses 80 ans, en 1985, la veille de l'anniversaire de Roland Jaccard,.
Assistant du professeur Pierre Jaccard, il soutient une thèse en sciences sociales et psychologiques à l'École des sciences sociales et politiques de l'Université de Lausanne, dont il tire un livre, La Pulsion de mort chez Mélanie Klein, paru en 1971,.
Revenu vivre les derniers mois de sa vie en Suisse,, il se suicide dans le 7e arrondissement de Paris le 20 septembre 2021, deux jours avant ses 80 ans,,.

### Édition et journalisme
Formé à la psychanalyse,,, il exerce pendant quelque temps, puis devient journaliste responsable de la rubrique « psychanalyse » au journal Le Monde entre 1969 et la fin des années 1980. Il continue ensuite de contribuer occasionnellement au quotidien comme pigiste.
Essayiste, il se fait connaître en 1975 par l'essai L'Exil intérieur : schizoïdie et civilisation, dans lequel il critique la société, faisant un diagnostic de « schizoïdie généralisée ».
Romancier, il écrit Sugar Babies, Flirt en hiver, Une fille pour l'été. Parmi ses autres ouvrages les plus connus se trouve une trilogie autobiographique : L'âme est un vaste pays, Des femmes disparaissent, L'Ombre d'une frange,.
Il est l'auteur de monographies dont celles consacrées à l'actrice Louise Brooks et aux psychanalystes Melanie Klein et Lou Andreas-Salomé. Il a écrit plusieurs essais sur Freud. Il a également écrit des recueils de textes critiques.
Installé à Paris, il est aussi éditeur et contribue à lancer la carrière d'écrivains et d'intellectuels tels que Frédéric Pajak, André Comte-Sponville, Romain Slocombe, Frédéric Schiffter. En 1993, il dirige la publication du collectif Histoire de la psychanalyse.
À partir de 1995, il est membre du jury du prix de l'écrit intime.

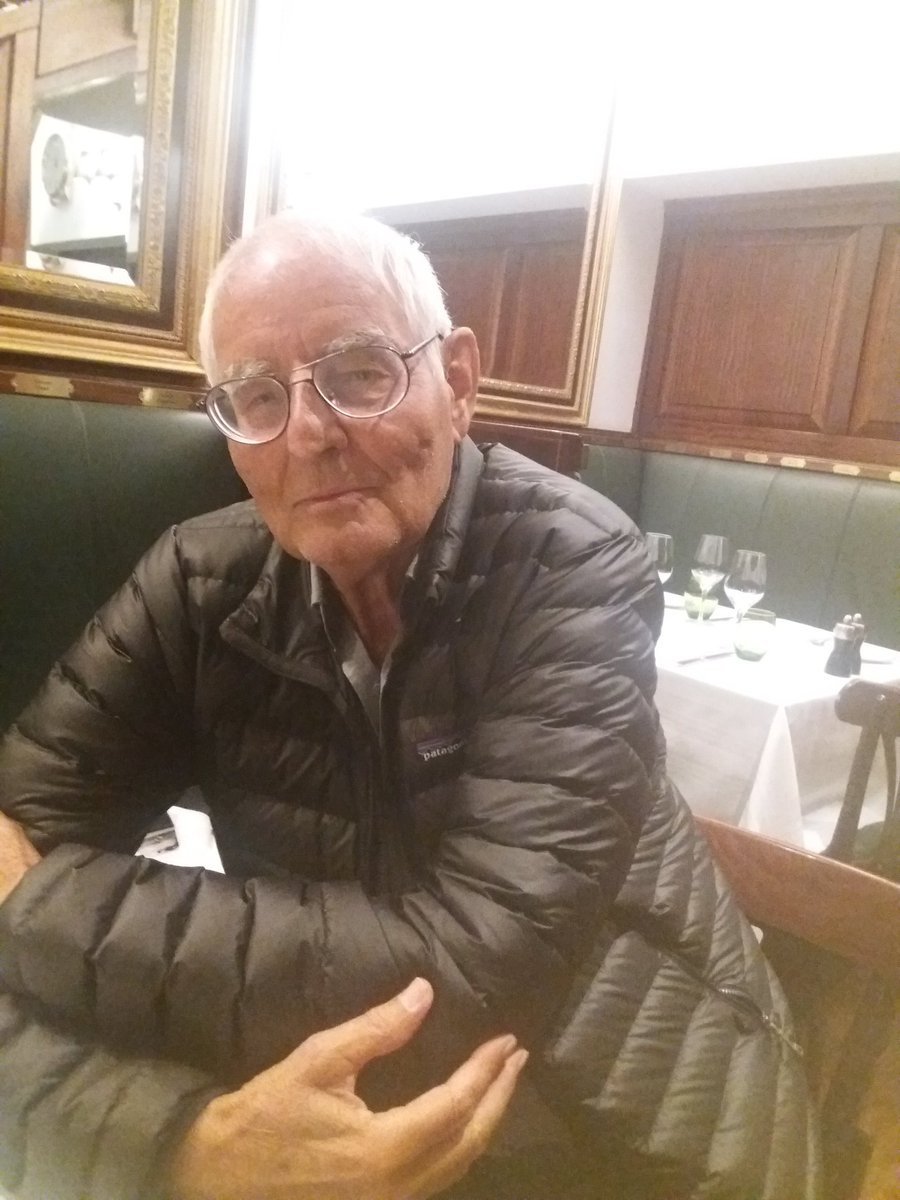
Roland Jaccard en août 2021.

Il crée et dirige pendant trente-cinq ans, jusqu'au début des années 2000 la collection « Perspectives critiques » aux PUF.
Il a tenu une chronique mensuelle dans Causeur, magazine fondé par Elisabeth Levy en 2007, intitulée « Les carnets de Roland Jaccard ».

## Prises de position
Partisan du suicide, il écrit en 1992 Manifeste pour une mort douce avec le directeur de la Collection de l'art brut à Lausanne, Michel Thévoz, et s'engage pour le suicide assisté. Dans son dernier livre autobiographique On ne se remet jamais d’une enfance heureuse, sorti en 2021 quelques semaines avant sa mort, il annonce qu'il se suicidera « après l'été », déclarant que la vieillesse lui fait « horreur »,.
Il est décrit comme étant un « nihiliste »,,, un « hédoniste pessimiste » qui pratique le cynisme, l'autodérision, l'auto-dénigrement (« Je suis un pauvre type »), et cultive la  « noirceur » et « une désillusion sardonique ». Dans La Tentation nihiliste, il brosse le portrait de divers nihilistes comme Stefan Zweig et Giacomo Leopardi. Il est un admirateur d'Emil Cioran.
Selon Marie-Violette Bernard et Alice Galopin, il a encensé un essai de Gabriel Matzneff, « vilain monsieur » et lui a passé « ces aveux aussi scabreux que courageux ». Selon Jérôme Garcin, il aurait fréquenté avec Gabriel Matzneff la piscine Deligny, draguant des « nymphettes », avant qu'ils ne se brouillent.
Roland Jaccard a fait partie du Mouvement démocratique des étudiants (dissous en 1964), qui regroupait différentes tendance de la gauche suisse. D'après l'historien Pierre Jeanneret, il y représentait le courant socialiste avec, notamment, Yvette Jaggi. Ses positions politiques ont évolué dans les dernières années de sa vie « du FLN au FN » selon ses propres termes,. Dans son dernier billet de blog juste avant sa mort, il déclare n'avoir « jamais caché [s]a sympathie pour Éric Zemmour ».

## Ouvrages

### Journaux et récits
- Écrits irréguliers…, journal, 1969
- Un jeune homme triste, journal, 1971
- Les Chemins de la désillusion, journal/aphorisme, Grasset, 1979
- L'âme est un vaste pays, journal, Grasset, 1983
- Des femmes disparaissent, journal, Grasset, 1985
- Sugar babies, Le Castor astral, 1986 (dessins de Christophe Krafft) ; réédité chez Zulma, 2002 (photographies de Romain Slocombe)
- L'Ombre d'une frange, journal, Grasset, 1987
- Flirt en hiver, journal, Plon, coll. « Carnets », 1991 ; Le Livre de poche, coll. « Biblio Essais », 1993
- Le Rire du diable, journal, Zulma, 1994 ; Le Livre de poche, coll. « Biblio Essais », 1996
- Journal d'un homme perdu, journal, Zulma, 1995
- Une fille pour l'été, journal, Zulma, 2000
- Vertiges, journal, 2000
- L'Homme élégant, aphorismes, Zulma, 2002
- Journal d'un oisif, journal, PUF, 2002
- Portrait d’une flapper, récit, PUF, 2007
- Retour à Vienne, récit illustré par Romain Slocombe, Melville-Léo Scheer, 2007
- Sexe et sarcasmes, carnets, PUF, 2009
- Ma vie et autres trahisons, Grasset, 2013
- Une Japonaise à Paris, L'Éditeur, 2014
- Une liaison dangereuse, cosigné avec Marie Céhère, L'Éditeur, 2015
- De l'influence des intellectuels sur les talons aiguilles, Éditions Pierre-Guillaume de Roux, 2016
- Station terminale, Serge Safran Éditeur, 2017
- Confession d'un gentil garçon, Pierre-Guillaume de Roux, 2020
- Au café Schopenhauer, 2020
- La nuit où j'ai cru devenir fou, 2020
- On ne se remet jamais d'une enfance heureuse, Éditions de l'Aire, 2021

### Essais
- La Pulsion de mort chez Melanie Klein, 1971
- L'Homme aux loups, 1973
- Ce que Melanie Klein a vraiment dit, 1974
- L'Exil intérieur : schizoïdie et civilisation, PUF, coll. « Perspectives critiques », 1975 ; réédité en 1979 et 2006[31]
- Louise Brooks : portrait d'une anti-star (biographie), Phébus, 1977 ; Ramsay, 1985
- Dictionnaire du parfait cynique, illustré par Roland Topor, Hachette, 1982 ; réédition 2007, Zulma
- Lou, autobiographie fictive de Lou Andreas-Salomé, Grasset, 1982
- La Folie, PUF, coll. « Que sais-je ? », nº 2121, 1983 ; 5e édition en 1993
- Freud, PUF, coll. « Que sais-je ? », 1983
- La Tentation nihiliste, PUF, coll. « Perspectives critiques », 1989 ; PUF, coll. « Quadrige », 1991
- Les Séductions de l'existence, en collaboration avec F. Bott, D. Grisoni et Y. Simon, Le Livre de poche, coll. « Biblio Essais », 1990
- De la volupté et du malheur d'aimer, en collaboration avec F. Bott, D. Grisoni et Y. Simon, Le Livre de poche, coll. « Biblio Essais », 1992
- Manifeste pour une mort douce, en collaboration avec Michel Thévoz, Grasset, 1992
- Freud, jugements et témoignages, 1993
- Le Cimetière de la morale, PUF, coll. « Perspectives critiques », 1995 ; Le Livre de poche, coll. « Biblio Essais », 1998
- Topologie du pessimisme, dessins de Georges Wolinski, Zulma, 1997
- L'Enquête de Wittgenstein, PUF, coll. « Perspectives critiques », 1998 ; réédition Arléa, coll. « Arléa-Poche », n° 246, 2019
- Un climatiseur en enfer, Zoé, 2001
- Cioran et compagnie, PUF, 2004
- Penseurs et Tueurs, Éditions Pierre-Guillaume de Roux, 2018
- John Wayne n'est pas mort, Pierre-Guillaume de Roux, 2019
- Dis-moi la vérité sur l'amour, 2020

### Sources
- « Roland Jaccard », sur la base de données des personnalités vaudoises sur la plateforme « Patrinum » de la Bibliothèque cantonale et universitaire de Lausanne.
- A. Nicollier, H.-Ch. Dahlem, Dictionnaire des écrivains suisses d'expression française, vol. 1, p. 476-479
- Histoire de la littérature en Suisse romande, sous la dir. de R. Francillon, vol. 4, p. 234, 249-251, 444
- L'Hebdo, « Rêves d'enfant », 12 mai 2005, p. 82